# محطة قطار إلتون و أورستون
محطة قطار إلتون و أورستون (بالإنجليزية: Elton and Orston railway station)‏‏ هي محطة قطار  في المملكة المتحدة، تُشغلها قطارات إيست ميدلاند. افتُتحت هذه المحطة في 15 يوليو 1850، ويبلغ عدد مسارات أرصفتها 2.